# Metropolia dorostolska
Metropolia dorostolska, Metropolia dorostołska – jedna z eparchii Bułgarskiego Kościoła Prawosławnego, z siedzibą w Silistrze. Jej obecnym ordynariuszem jest metropolita Jakub (Donczew).
Eparchia posiada 49 czynnych cerkwi, przy czym powstaje kolejnych 7. Działają ponadto dwa monastyry:
- monaster Opieki Matki Bożej w Ajdemirze, żeński
- monaster Wniebowstąpienia Pańskiego w Kamenci, męski

## Metropolici dorostolscy
- Grzegorz (Nemcow), 1872–1898
- Bazyli (Michajłow), 1899–1927
- Michał (Czawdarow), 1927–1961
- Sofroniusz (Stojczew), 1962–1994
- Neofit (Dimitrow), 1994–2003
- Hilarion (Conew), 2003–2009
- Ambroży (Paraszkewow), 2010–2020
- Jakub (Donczew), od 2020